# Scooby-Doo! i legenda miecza
Scooby-Doo! i legenda miecza (ang. Scooby-Doo! The Sword and the Scoob) – 39. film animowany i 34. pełnometrażowy film z serii Scooby Doo z roku 2021.

## Opis filmu
Zła czarodziejka Morgan le Fay odsyła gang w czasie do czasów Camelotu, gdzie spotykają króla Artura i Merlina. Kudłaty przypadkowo uwalnia Excalibur, powodując chaos w krainie, prowadząc gang na misję ratunkową, gdy Kudłaty zostaje porwany.

## Wersja polska
Dystrybucja na terenie Polski: Galapagos Films

Wersja polska: Master Film

Reżyseria: Agata Gawrońska-Bauman

Tłumaczenie i dialogi: Agata Mitura, Karolina Anna Kowalska

Dźwięk i montaż: Sławomir Karolak

Kierownictwo produkcji: Katarzyna Fijałkowska

Wystąpili:
- Ryszard Olesiński – Scooby Doo
- Jacek Bończyk – Kudłaty
- Beata Jankowska-Tzimas – Daphne
- Jacek Kopczyński – Fred
- Agata Gawrońska-Bauman – Velma
- Jan Aleksandrowicz-Krasko – 
  - Thundarr
  - Król Artur Pendragon
  - Wiston Pilkingstonshire
- Janusz Wituch – Herold
- Mirosław Wieprzewski – Merlin
- Paweł Szczesny – Burmistrz Saunders
- Aleksandra Nowicka – 
  - Pani Wentworth
  - Morgana le Fay
- Anna Wodzyńska
- Damian Kulec
- Julia Kołakowska-Bytner
- Tomasz Jarosz – Kotoczłowiek
- Wojciech Chorąży – 
  - Pasażer samolotu
  - Sir Lancelot
- Andrzej Chudy – Pan HB
- Zbigniew Suszyński – Herman Ellinger
- Marta Dobecka – Sandi

i inni
Lektor: Zbigniew Suszyński